# Zubari, Izeaslav
Zubari (în ucraineană Зубарі) este un sat în comuna Tîșevîci din raionul Izeaslav, regiunea Hmelnîțkîi, Ucraina.

## Demografie
Componența lingvistică a localității Zubari
     Ucraineană (100%)
Conform recensământului din 2001, toată populația localității Zubari era vorbitoare de ucraineană (100%).